# Lysimachia graminea
Lysimachia graminea là một loài thực vật có hoa trong họ Anh thảo. Loài này được (Greene) Hand.-Mazz. mô tả khoa học đầu tiên năm 1928.